# ولاستونيت
الولاستونيت  هو معدن من معادن السيليكات وهو خامة من خامات الكالسيوم. يتبلور هذا المعدن على عدة أشكال، إما وفق نظام بلوري أحادي الميل أو ثلاثي الميل، وتكون لوحدته البلورية الصيغة الكيميائية CaSiO3.
سمي المعدن بهذا الاسم على شرف وليام هايد ولاستون.